# 弗鲁托·查莫罗

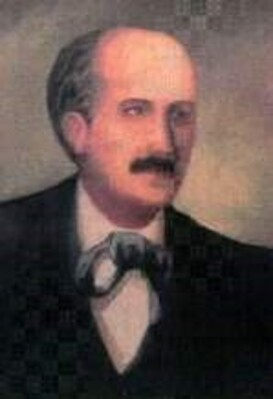
何塞·弗鲁托·查莫罗·佩雷斯

何塞·弗鲁托·查莫罗·佩雷斯（西班牙語：José Fruto Chamorro Pérez；1804年10月20日—1855年3月12日），尼加拉瓜保守党政治家，曾任尼加拉瓜最高委员会主席、尼加拉瓜第一任总统、中美洲邦联最高代表。

## 生平
1804年，出生于危地马拉城。
1835年，为尼加拉瓜国民议会代表。
1839年，为尼加拉瓜国民议会参议员。
1842年，中美洲邦联建立，出任联邦最高法院主席。
1844年，危地马拉退出中美洲邦联。
1845年，任格拉纳达省的总督、财政部部长。
1851年，任陆军参谋长。
1853年，任最高委员会主席。
1854年，任尼加拉瓜总统。
1855年，因痢疾去世。